# ويليام غيلبرت أندرسون
ويليام غيلبرت أندرسون (بالإنجليزية: William Gilbert Anderson)‏ هو مؤلف أمريكي، ولد في 9 سبتمبر 1860 في سانت جوزيف في الولايات المتحدة، وتوفي في 7 يوليو 1947 في نيو هيفن في الولايات المتحدة.